# Lamothe, Haute-Loire

Lamothe este o comună în departamentul Haute-Loire, Franța. În 2009 avea o populație de 831 de locuitori.